# Arena Petrol
L'Arena Petrol est un stade multi-usage slovène situé à Celje.
D'une capacité de 13 600 places, il accueille les matches à domicile du NK Celje, club évoluant dans le championnat de Slovénie de football ainsi que les matches de l'équipe nationale slovène de 2004 à 2008.